# Stadtpfarrkirche Mariä Himmelfahrt (Miesbach)

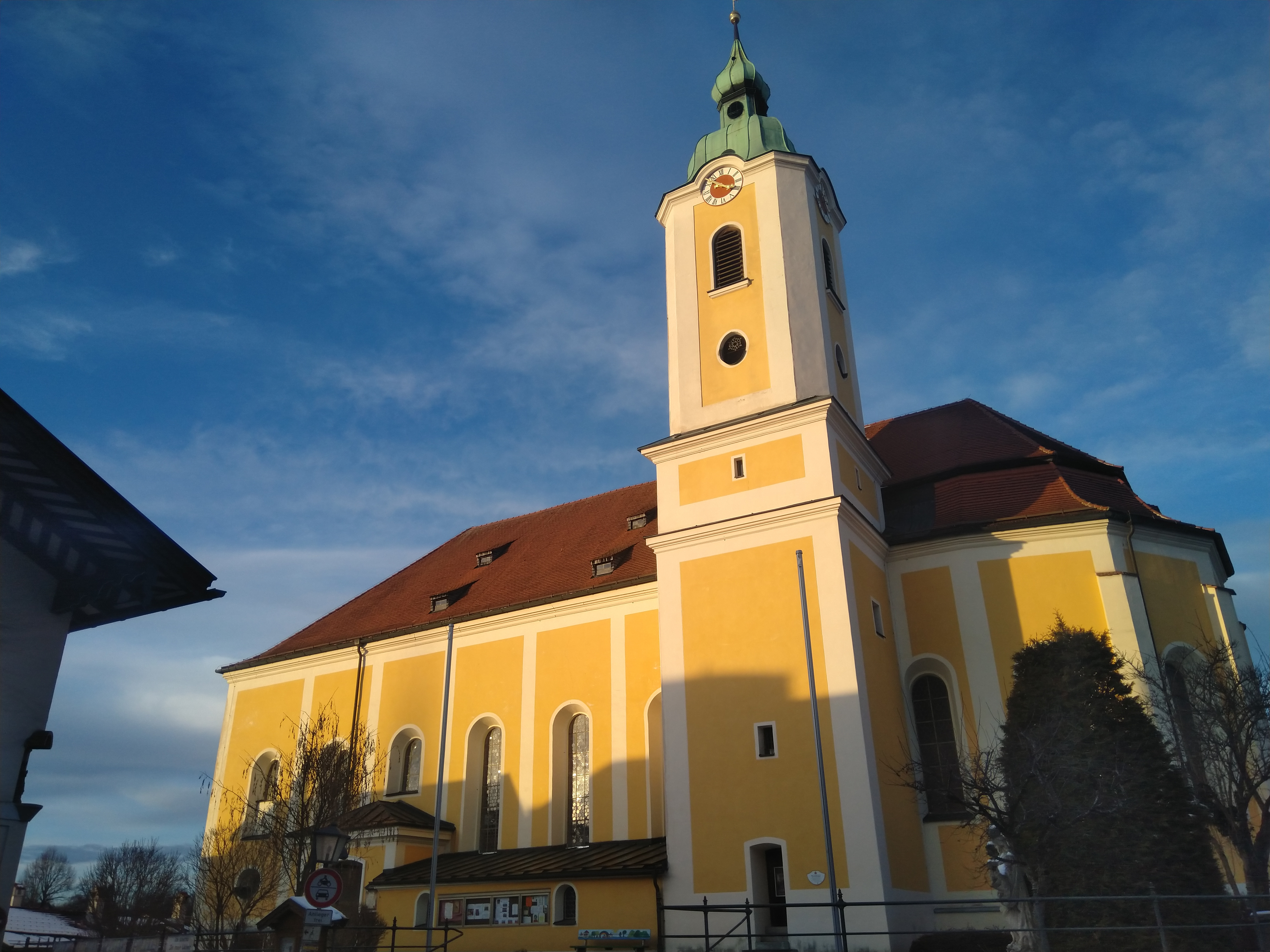
Südseite der Stadtpfarrkirche Mariä Himmelfahrt

Die Stadtpfarrkirche Mariä Himmelfahrt ist eine römisch-katholische Kirche in Miesbach in Oberbayern. Nach mehreren Neugestaltungen der inneren Ausstattung nach Wiederaufbau nach dem Stadtbrand im Jahr 1783 besteht das heutige Erscheinungsbild seit dem Jahr 2000 und gemäß den Erfordernissen der neuen Konzilsliturgie seit 1963.

## Baugeschichte

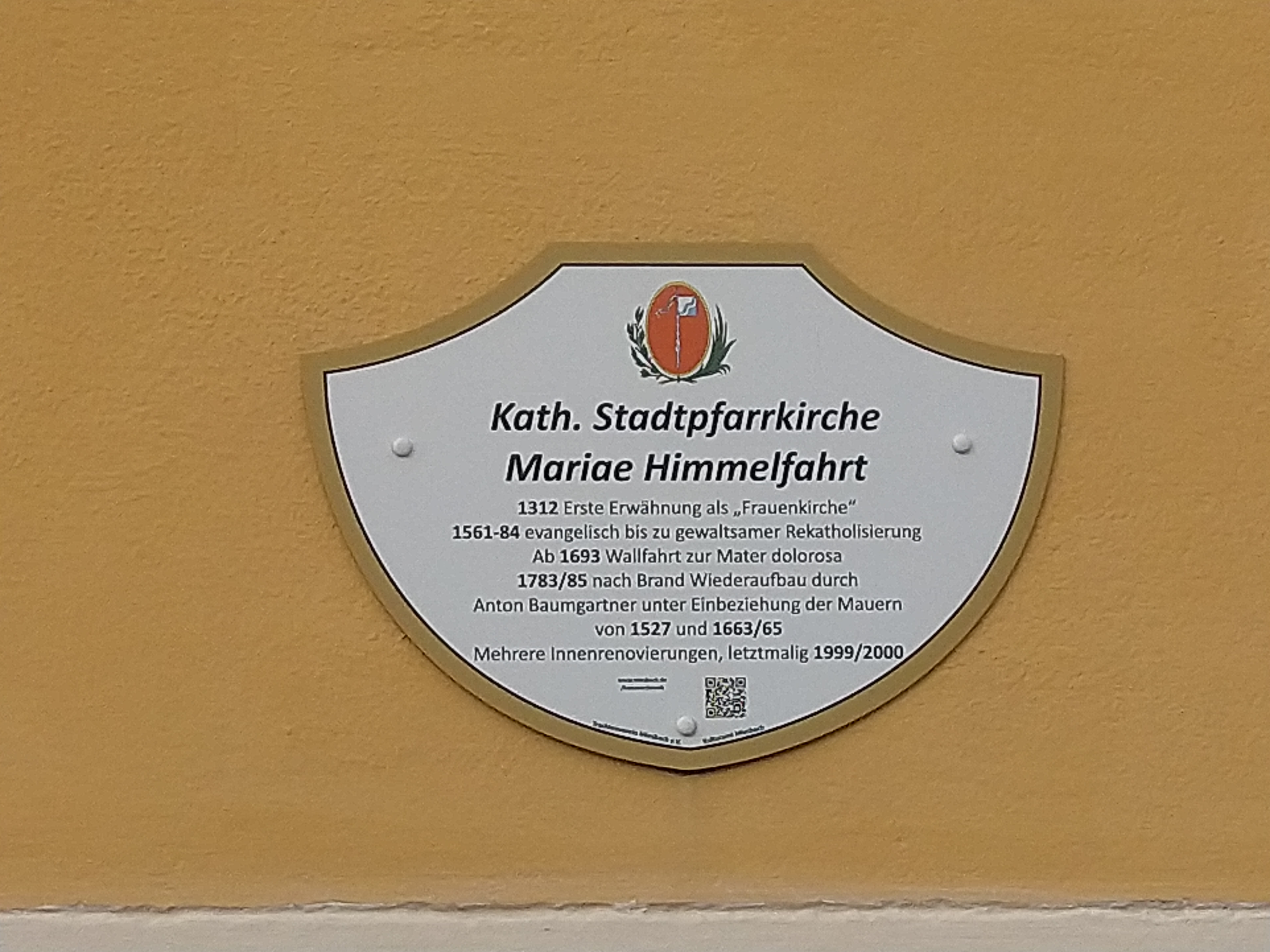
Schild zur Baugeschichte (Südseite)

Urkundlich erwähnt wird die Kirche im Jahr 1312 als Frauenkirche und wurde wahrscheinlich im 13. Jahrhundert gegründet. Ab dem Jahr 1693 hieß sie „Wallfahrt zur Mater dolorosa“. Ein Neubau erfolgte nach dem Stadtbrand im Jahr 1527. In der zweiten Hälfte des 16. Jahrhunderts stand Miesbach unter der Herrschaft der Maxlrainer und war Zentrum der Reformation. Unter Herzog Wilhelm V. wurde die Kirche wieder römisch-katholisch. Graf Johann Veit von Maxlrain ließ die Kirche von 1663 bis 1665 vollständig umbauen. Sie wurde im barocken Stil ausgestattet und ab 1693 zur Wallfahrtskirche. Nach dem Stadtbrand 1783 musste die Kirche erneut neu erbaut werden. Den Auftrag zum Neubau erhielt der Münchner Baumeister Anton Baumgartner. Auch der Münchner Parlier Jos. Kirnberger beteiligte sich am Bau. Von der Ausstattung ist die Kreuzigungsgruppe aus dem Jahr 1665 (also aus der Vorgängerkirche); sie stammt von Johannes Millauer, der Corpus Christi von Roman Anton Boos.
Die konkurrierende Wallfahrtskirche im nahgelegenen Birkenstein und die Aufklärung führten im 19. Jahrhundert zu einem Rückgang der Wallfahrten zur Miesbacher Stadtpfarrkirche.

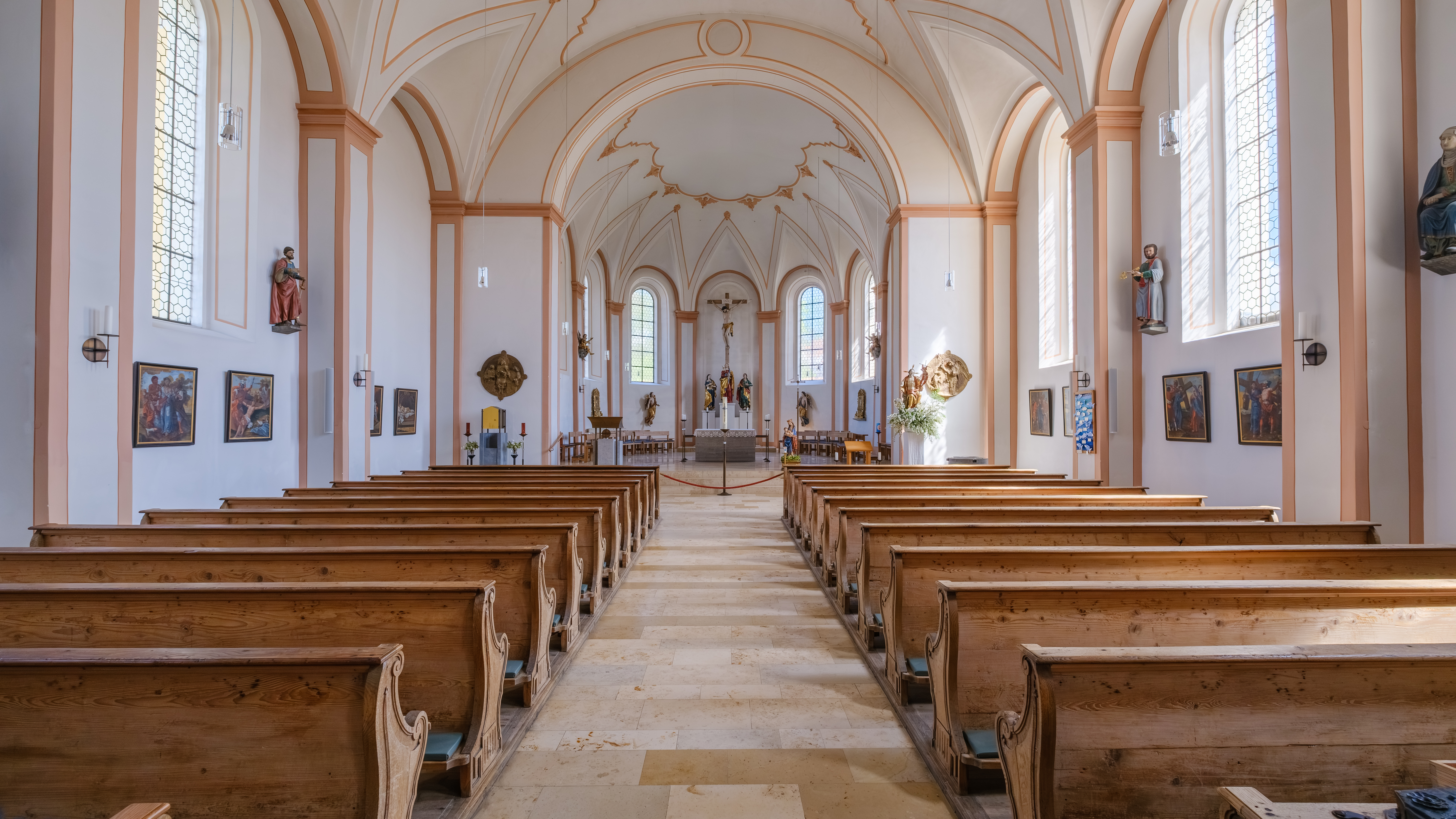
Innenraum der Kirche (2024)

Der Pfarrer König gestaltete die Ausstattung die Kirche 1863 bis 1866 vollständig neu im romantisch-neuromanischen Stil. Pfarrer Trasberger gestaltete sie 1936 bis 1937 wiederum im neubarocken Stil. Erneut umgestaltet, auch mit einem Volksaltar, wurde die Kirche 1963 nach den Erfordernissen der neuen Konzilsliturgie. Das Kreuz wurde mit drei Verbindungsseilen über dem Altar an der Decke befestigt, auf einer Querlatte am Fuß des Kreuzes stand die Kreuzigungsgruppe. Von 1999 bis 2000 die von weiß „dominierte“ Wandfarbe eine „wärmere Farbgestaltung“ und das Kreuz mit Kreuzigungsgruppe kam wieder an die Wand hinter dem Altar. Seitdem besteht das Erscheinungsbild bis heute.

## Orgel

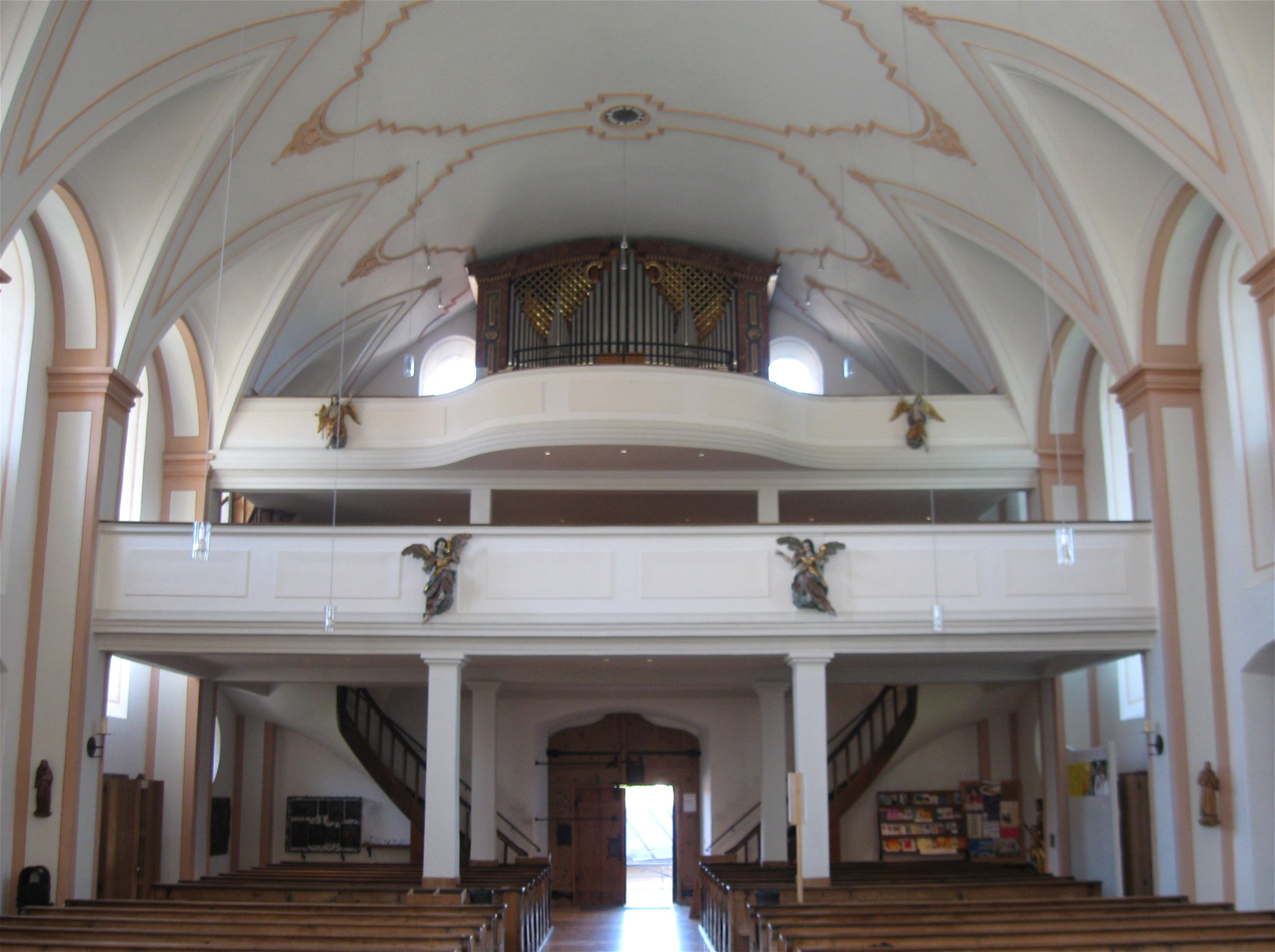
Die Doppelempore mit Jann-Orgel

Die Orgel mit 24 Registern auf zwei Manualen und Pedal wurde von Georg Jann im Jahr 1981 neu gebaut. Die Disposition lautet:
| I Hauptwerk  |       |
| Bordun       | 16′   |
| Principal    | 8′    |
| Gambe        | 8′    |
| Kopula       | 8′    |
| Oktave       | 4′    |
| Spitzflöte   | 4′    |
| Nasat        | 2 ⁄3′ |
| Oktave       | 2′    |
| Mixtur IV–VI | 1 ⁄3′ |
| Trompete     | 8′    |

| II Schwellwerk  |       |
| Rohrflöte       | 8′    |
| Praestant       | 4′    |
| Holzflöte       | 4′    |
| Feldpfeife      | 2′    |
| Sesquialtera II |       |
| Quinte          | 1 ⁄3′ |
| Scharff IV      | 1′    |
| Dulzian         | 8′    |
| Tremulant       |       |

| Pedal         |     |
| Subbaß        | 16′ |
| Oktavbaß      | 8′  |
| Baßflöte      | 8′  |
| Choralbaß     | 4′  |
| Hintersatz IV | 2′  |
| Posaune       | 16′ |

- Koppeln: II/I, I/P, II/P
- Bemerkungen: Schleiflade, mechanische Spiel- und elektropneumatische Registertraktur

## Glocken
Das Geläut besteht aus drei Glocken, wohl aus dem Jahr 1784, einer größeren Glocke aus dem Jahr 1948 (Jahr der Ergänzung) von Oberascher aus München und einer von 2004 von Perner aus Passau.

## Gedenktafeln

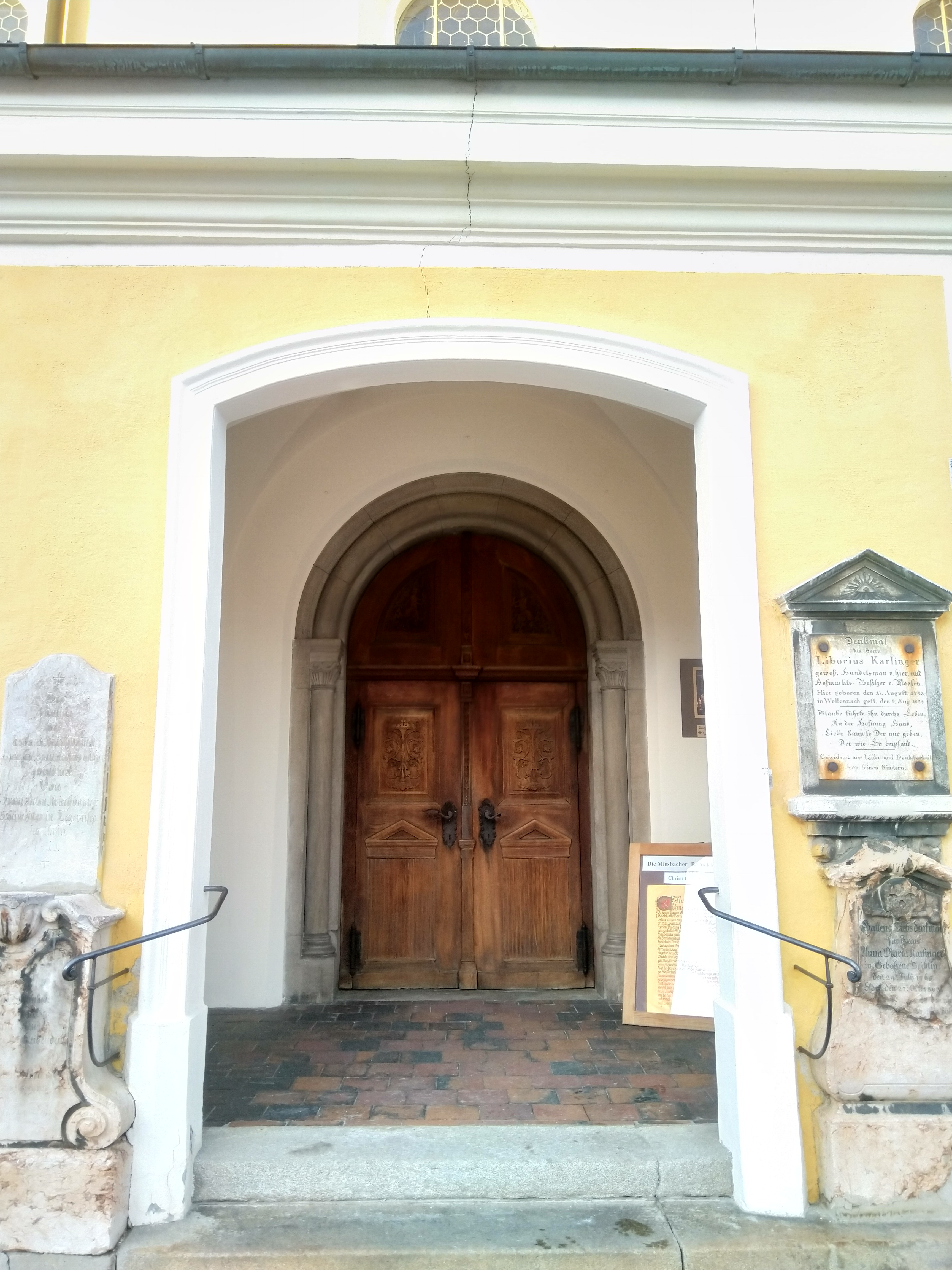
Südlicher Eingang mit Gedenktafeln

An den Seiten des südlichen Eingangs befinden sich Gedenktafeln, von denen links eine und rechts zwei noch lesbar sind: Links für Erhard Kriechbam̃er (kurfürstlicher Braumeister in Miesbach; gewidmet 1810 von Franz Anton Kriechbam̃er) und rechts für Liborius Karlinger (* 15. August 1753 in Miesbach; † 6. August 1828 in Wollenzach; Hofmarksbesitzer von Moosen; gewidmet von seinen Kindern) und Anna Maria Karlinger (geb. Deiblin; * 24. Juli 1765; † 27. Oktober 1803).